# همونتیک
همونتیک (انگلیسی: Haemonetics) شرکت تجهیزات پزشکی آمریکایی است، که در سال ۱۹۷۱ تأسیس شد.